# W paszczy szaleństwa
W paszczy szaleństwa (tytuł oryg. In the Mouth of Madness) – amerykański filmowy horror w reżyserii Johna Carpentera z roku 1995.

## Opis fabuły
Sutter Cane, współczesny pisarz, którego specjalizacją są horrory, znika na kilka dni przed ukazaniem się jego najnowszej powieści. Wydawca Cane'a, Jackson Harglow, wynajmuje prywatnego detektywa, Johna Trenta, aby go odszukał. Podążając śladem literata, Trent trafia do miejscowości Hobb's End w Nowej Anglii, której to nie można doszukać się na żadnej współczesnej mapie. Hobb's End jest terenem, w którym Cane często osadza akcję swoich utworów, przez wielu uznanym za fikcyjny. Wraz z przyjazdem do miasteczka rozpoczynają się nieprzeciętne problemy amerykańskiego detektywa.

## Obsada
- Sam Neill – John Trent
- Charlton Heston – Jackson Harglow
- Julie Carmen – Linda Styles
- Jürgen Prochnow – Sutter Cane
- Frances Bay – Pani Pickman
- Wilhelm von Homburg – Szymon
- Hayden Christensen – gazeciarz
- Kevin Zegers – dziecko

## Festiwale filmowe
Film zaprezentowano podczas następujących festiwali filmowych:
- grudzień 1994 r.: Włochy – Noir in Festival
- luty 1995 r.: Francja – Fantastic'Arts (lub Gérardmer Fantasticarts Film Festival)
- luty 1995 r.: Portugalia – Międzynarodowy Festiwal Filmowy w Porto
- styczeń 1999 r.: Francja – Travelling Festival de Cinema de Rennes
- listopad 1999 r.: Włochy – Festiwal Filmowy w Turynie